# Грунд (живопис)
Грундът (на немски: Grund – основа), е основен елемент от технологията на живописта, материал, който се нанася с четка или шпакла върху носителя на дадена живописна творба – дъска, платно, пергамент, хартия, метал и др., с цел по-доброто полагане на боите на гладка повърхност. Грунд за стенна живопис е най-често хоросан, състоящ се основно от пясък и гасена вар. Като грунд за позлатяване служи болус (род глина).
Основната функция на грунда е технологична – той трябва да бъде достатъчно здрав и траен, а живописният слой, положен върху него, да прилепва добре. Но грундът може да има и художествено-естетическа функция, когато е например гравиран, или има релефна повърхност. При използването на полупрозрачни бои и цветни лакове (велатура) грундът прозира под живописния слой, което, както и при цветните грундове, придава особени ефекти и влияе на нюансите на боите.
Съставът на грунда може да бъде най-различен в зависимост от това, на какъв материал е положен, както и от времето на създаването на живописната творба. Например традиционно за маслената живопис в грунда се поставя като свързващо лепило ленено масло, а за темперна живопис (икони) най-често са смесвали туткал с гипс или креда на прах.
Най-често срещаните и използвани материали за грундиране (в различни комбинации):
1) пълнител от минерални вещества: гипс или креда; в по-ново време – винервайс, цинквайс и др.
2) лепила: туткал, желатин, ленено масло, маково масло, яйце, гума арабика и др.
3) пластификатор: например пчелен мед, различни естествени и изкуствени смоли, сапун.
Особено в западната живопис (XVII – XVIII век) грундът е бил специално тониран чрез прибавка на пигменти (червен, сив и др. грундове).
Исторически рецептури и напътствия за различни видове грундове се намират в зографските еминии и западните трактати за живописта.